# François Caracciolo
Pour les articles homonymes, voir Francesco Caracciolo et Caracciolo.
Ascanio Caracciolo en religion François Caracciolo (Villa Santa Maria, 13 octobre 1563 - Agnone, 4 juin 1608) est un prêtre napolitain, fondateur des clercs réguliers mineurs (Caracciolins). Il a été proclamé saint par le pape Pie VII en 1807.

## Biographie
Fils de don Ferrante Caracciolo, seigneur de Villa Santa Maria et Isabella Barattucci, Ascanio reçoit une éducation conforme à son rang noble ; dès l'enfance, il montre une certaine inclination religieuse.
A vingt-deux ans, il est frappé par une maladie (peut-être l'éléphantiasis ou la lèpre) qui lui défigure le visage : il promet d'embrasser l'état ecclésiastique si le mal disparaît. Sa guérison obtenue, il s'installe à Naples pour accomplir son vœu: il reprend ses études et se consacre notamment à la lecture des écrits théologiques de saint Thomas d'Aquin.
Ordonné prêtre, Ascanio Caracciolo célèbre sa première messe en 1587 : il se consacre particulièrement aux soins des pauvres et des malades, et s'agrège à la compagnie des Bianchi (des Blancs, à cause de la couleur de leur habit), une confrérie dédiée aux soins des personnes en prison et condamnées à mort.
En 1588, Jean-Augustin Adorno et Fabrice Caracciolo, parent de François, ont le projet de former une nouvelle congrégation religieuse. Ils choisissent d'écrire à une personne nommée aussi Ascanio Caracciolo pour l'inviter à les rejoindre ; par mégarde, la lettre de l'homonyme est remise à Ascanio qui se rend auprès des compagnons, la méprise est expliquée et Ascanio est admis dans le nombre des futurs fondateurs de l'institut.
Pour approfondir le projet, ils se retirent à l'ermitage des Camaldules près de Naples où ils préparent la règle de la future congrégation. En plus des trois vœux de religion, ils en ajoutent un quatrième, celui de ne rechercher aucune dignité sauf demande expresse du pape. Ils décident ensuite d'aller à Rome pour faire approuver leur institut et le pape Sixte V leur donne son accord.
Le 9 avril 1589, Ascanio Caracciolo fait sa profession solennelle dans la chapelle de la compagnie des Bianchi et prend le nom religieux de François. Jean-Augustin Adorno, qui a été jusque-là le supérieur de l'institut, meurt en 1591 et l'on choisit François Caracciolo pour le remplacer. Il reçoit le premier le titre de supérieur général. François Caracciolo donne une impulsion majeure à la diffusion de ses religieux en Italie et à l'étranger (en 1594, il fonde des communautés en Espagne). Il obtient en 1607 de ne plus exercer de fonction dans la congrégation. L'année suivante, il se rend à Agnone pour établir une nouvelle fondation, c'est là qu'il meurt le 4 juin 1608. Après avoir été inhumée en l'église Santa Maria Maggiore alla Pietrasanta, sa dépouille repose depuis le XIXe siècle en l'église Santa Maria di Monteverginella de Naples.

## Culte
Il est béatifié en 1769 par Clément XIV et canonisé en 1807 par Pie VII, sa fête est le 4 juin. Ses restes sont transportés à l'église Santa Maria di Monteverginella qui est donnée aux clercs réguliers mineurs (1823). En 1838, il est choisi comme saint patron de Naples.